# Jaime Refoyo Suárez
Jaime Refoyo Suárez (Lleó, 1974) és un artista, ballarí, pintor, docent i 'performance' espanyol.
Va estudiar dansa clàssica i diferents tècniques de dansa contemporània, primer a Londres i després a Barcelona. També va exercir com a ballarí professional. Però a causa de les lesions que li van provocar una pràctica deficient, va haver d'abandonar aquest objectiu. Posteriorment, s'incorporà a l'activitat docent, intentant perfeccionar un model d'ensenyament per tal què l'alumne pugui accedir als recursos naturals del cos, des d'una consciència activa que permeti desenvolupar el seu potencial corporal d'una manera no traumàtica. Des d'aleshores, Refoyo no ha deixat d'estudiar el comportament humà sota diferents punts de vista, i també el funcionament de la ment. Durant els anys en què ha realitzat la pràctica docent professional, ha anat perfeccionat una metodologia que ha fet eficaç el treball del cos des d'una actitud conscient, estudiant l'evidència d'un llenguatge geomètric procedent de l'empremta que deixa el nostre cos a terra quan estableix relació amb altres cossos o espais a través del moviment natural o inherent al disseny de tot cos humà. Aquest estudi que anomenà «Geografia del Pensament» intenta mostrar com el nostre cos empra signes procedents d'un llenguatge geomètric molt precís que ens identifica amb l'arquitectura espacial del nostre entorn.
L'any 2009 Jaime Refoyo va crear el mètode 'GEOCOCO' (Geografia de la Consciència Corporal) en col·laboració amb el psiquiatre Jaume Guilera. Es tracta d'un mètode basat en tècniques de pintura que Jaume Refoyo fa servir, i que està enfocat a millorar les capacitats motores de l'individu, a partir del dibuix gestat corporalment.
Paral·lelament a la seva activitat com a docent, Refoyo ha desenvolupat un vesant artístic, per mitjà de la pintura i servint-se de l'experiència del cos, un llenguatge capaç d'articular-se i desenvolupar-se en la recerca d'un nou marc de comprensió sobre les possibilitats d'expressió de què disposa l'ésser humà. A l'estudi d'aquest llenguatge l'ha anomenat 'Geografia del Pensament'. D'aquesta manera, Jaime Refoyo ha desenvolupat la seva investigació a través del cinema, la performance i l'exhibició. Ha realitzat exposicions i performances, i ha impartit tallers, a Caixafòrum, a la Blueproject Foundation, al Mercat de les Flors, a la Filmoteca de Catalunya, al Centre de Cultura Contemporània de Barcelona (CCCB), a Barcelona, o a l'Azkuna Zentroa, al País Basc. També ha impartit nombroses xerrades a diferents universitats com la de Universitat de Barcelona, la Universitat d'Aberdeen o la Universitat de Manchester. I ha participat a conferències de l'Associació Europea d'Antropòlegs Socials i l'Associació d'Antropòlegs Socials del Regne Unit.
Entre les seves exhibicions i performances es poden incloure els curtmetratges "Contemplation" (2014) i "And If I Told You It Was You?" (2015), produïts per Luís Miñarro, amb Eddie Saeta S.A., i el llargmetratge "The Geometry Between Me and What I See" (2020), co-produït amb Pere Portabella, a través de Films59. A més, està treballant en el seu segon llargmetratge, Before Thinking. El novembre de 2022 dugué a terme, conjuntament amb Karunya Srinivasan, la performance "Thought - Affect - Matter", on es crea una conversa amb el públic on compartir eines que ens ajudin a ser conscients de processos cognitius com l'atenció, la percepció o la memòria. Els participants a la performance són convidats a identificar l'exercici del seu moviment amb un llenguatge parlat que provingui de la mútua afectació entre cossos.
Refoyo ha estudiat l'evidència d'un llenguatge geomètric procedent de l'empremta que deixa el nostre cos a terra quan estableix relació amb altres cossos o espais a través del moviment natural o inherent al disseny de tot cos humà. Aquest estudi que ha anomenat «Geografia del Pensament» revela que el nostre cos empra signes procedents d'un llenguatge geomètric molt precís que ens identifica amb l'arquitectura espacial del nostre entorn. Un llenguatge que alinea el nostre comportament amb l'espai per fer-nos partícips d'una relació de mútua afectació. La petjada del llapis sobre el paper ens mostra línies de direcció tan complexes com una línia recta o una circumferència perfectes. Però també elements geomètrics molt precisos procedents de la relació entre les diferents línies: tangències, interseccions en un punt de tres línies o més. Signes d'un llenguatge que qüestionen la nostra manera de pensar la realitat. Perquè allò que resulta realment nou d'aquest llenguatge no és només allò que mostra. És com ha estat executat i què ho ha fet possible.